# 亨利·巴克纳尔
亨利·巴克纳尔（英語：Henry Bucknall，1885年7月4日—1962年1月1日），英国男子赛艇运动员。他曾代表英国参加1908年夏季奥林匹克运动会赛艇比赛，获得男子八人单桨有舵手金牌。